# Sten Hagliden
Sten Gottfrid Hagliden, född 23 november 1905 i Örebro, död 26 februari 1979 i Stockholm, var en svensk författare och journalist. 

## Biografi
Hagliden arbetade som folkskollärare i Stockholm från 1931. Han är mest känd som lyriker och har skrivit 16 diktsamlingar. Debuten kom 1932 med diktsamlingen Bumerang. Han skriver ofta om små ting men strävar att se storheten i det enkla. Han är en stor ordkonstnär och hans dikter innehåller ofta nya ord. Sommaren och naturen är viktiga inspirationskällor för hans dikter. Han har också skrivit en del porträttdikter, bland annat av tonsättare.  
Hans arkiv och lyriksamling skänktes 1998 till Örebro Universitetsbibliotek. Ett pris har instiftats till hans minne, Sten Hagliden-priset från IOGT-NTO. Priset slutade utdelas 2005.
Universitetsbiblioteket i Örebro mottog Sten Haglidens arkiv- och lyriksamling i april 1998. Samlingen omfattar ett stort antal diktsamlingar med dedikation från samtida lyriker, Sten Haglidens egen lyrik och prosa, originalmanus, utkast till omslag utförda av Karl-Erik Forsberg, Norstedts förlag, recensioner, anteckningsböcker och en stor brevsamling.
Sten Hagliden är gravsatt i minneslunden på Skogskyrkogården i Stockholm.

## Priser och utmärkelser
- 1953 – Boklotteriets stipendiat
- 1959 – Sveriges Radios Lyrikpris
- 1964 – Boklotteriets stipendiat
- 1968 – Carl Emil Englund-priset för Livsgeråd
- 1973 – Ferlinpriset
- 1975 – Zornpriset
- 1976 – De Nios Stora Pris